# Giladeus tuxius
Giladeus tuxius – gatunek błonkówki z rodziny Pergidae.

## Taksonomia
Gatunek ten został opisany w 1990 roku przez Davida Smitha. Jako miejsce typowe podano argentyńskie miasto Pucará w prowincji Neuquén. Holotypem była samica. 

## Zasięg występowania
Ameryka Południowa, notowany w śr. Argentynie (prowincje Neuquén i Río Negro) oraz w śr. Chile (region Los Lagos).